# Ali Hussein Shihab
Ali Hussein Shihab (5. května 1961 – 26. října 2016, Bagdád) byl irácký fotbalový záložník. Zemřel 26. října 2016 ve věku 55 let na rakovinu.

## Fotbalová kariéra
Na klubové úrovní hrál v Iráku za tým Al-Talabi SC, se kterým v letech 1981, 1982 1986 a 1993 vyhrál iráckou ligu. V sezóně 1994/95 hrál v Libyi za Al-Ahly SC (Tripolis). Byl členem reprezentace Iráku na Mistrovství světa ve fotbale 1986, nastoupil ve všech 3 utkáních. Za iráckou reprezentaci nastoupil v letech 1981–1989 v 73 utkáních a dal 11 gólů. Byl členem irácké reprezentace na LOH 1984 v Los Angeles, nastoupil ve všech 3 utkáních a dal 1 gól.